# Bombardeo de la escuela Al-Jawni
El bombardeo de la escuela Al-Jawni fue un ataque aéreo llevado a cabo el 11 de septiembre de 2024, por las Fuerzas de Defensa de Israel (FDI) contra la escuela Al-Jawni, administrada por la UNRWA y situada en el campo de refugiados de Nuseirat, en el centro de Gaza. En el momento del ataque la escuela albergaba a 12 000 personas desplazadas por la invasión israelí de la Franja de Gaza, incluidos mujeres y niños. Según los rescatistas, dieciocho personas murieron y más de 44 resultaron heridas, entre los fallecidos había seis trabajadores de las Naciones Unidas, incluido el director del refugio.
Este ataque fue el que provocó un mayor número de muertos entre el personal de la ONU en un solo incidente de la guerra entre Israel y Gaza y elevó el número de miembros del personal de la UNRWA muertos desde el comienzo de la guerra a 220. El ataque fue uno de numerosos ataques llevados a cabo por Israel contra escuelas durante la invasión israelí de Gaza y el quinto bombardeo de la escuela Al-Jawni desde octubre de 2023.

## Antecedentes
El 6 de julio, la escuela Al-Jawni, administrada por la Agencia de Naciones Unidas para los Refugiados de Palestina en Oriente Próximo (UNRWA) y que albergaba a 2000 refugiados en el campo de refugiados de Nuseirat, en el centro de Gaza, fue atacada por las FDI en un ataque que mató a dieciséis palestinos. El 7 de julio, las FDI atacaron la escuela Sagrada Familia, propiedad del Patriarcado Latino, ubicada en la ciudad de Gaza y que albergaba a cientos de refugiados, y mataron a cuatro. El 8 de julio, la fuerza de las FDI atacó otra escuela administrada por la UNRWA en Nuseirat, causando varios heridos que requirieron tratamiento en un hospital local.
El 10 de julio, Philippe Lazzarini, director de UNRWA, afirmó que dos tercios de todas las escuelas administradas por la Agencia en Gaza habían sido atacadas desde octubre de 2023. La escuela Al-Jawni había sido utilizada como centro de vacunación contra la polio sólo una semana antes de que fuera atacada por los israelís.
Una resolución del Consejo de Seguridad de las Naciones Unidas adoptada el 25 de marzo de 2024 exigió un alto el fuego inmediato en la guerra.

## Bombardeo israelí

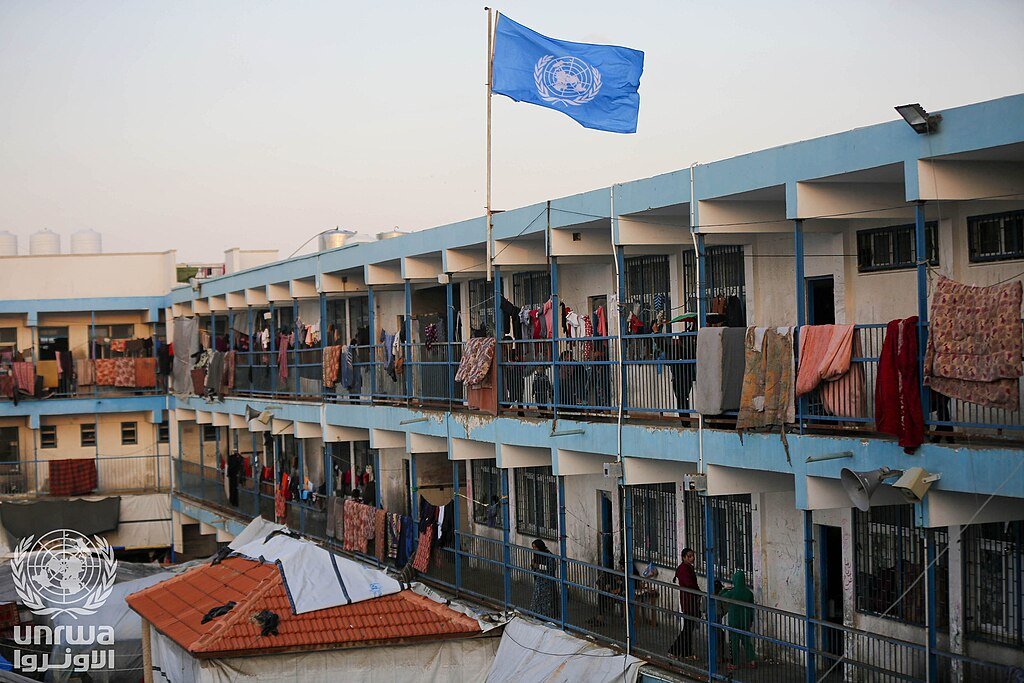
Una escuela de UNRWA convertida en refugio en Deir al-Balah, Franja de Gaza.

Las FDI atacaron la escuela con dos ataques aéreos, matando al menos a dieciocho personas, incluidos seis miembros del personal de la UNRWA que acababan de detenerse para almorzar después de distribuir ayuda alimentaria a los refugiados palestinos que se encontraban en las instalaciones. Testigos presenciales informaron que «mujeres y niños volaron en pedazos» en el bombardeo.
Israel afirmó, como lo hace habitualmente en todos los ataques que realiza contra la infraestructura civil en Gaza, que había llevado a cabo «un ataque preciso contra terroristas que operaban dentro de un centro de comando y control de Hamás». También afirmó que tres de los funcionarios de la UNRWA muertos en los ataques aéreos eran miembros de Hamás, sin proporcionar pruebas, mientras que la Agencia de las Naciones Unidas negó esas acusaciones y afirmó que todo su personal muerto en el ataque eran en realidad profesores.
La oficina de prensa del gobierno de Hamás informó que 5000 personas desplazadas se estaban refugiando en la escuela cuando fue atacada. Según la UNRWA, se estima que 12 000 personas desplazadas se refugiaban en la escuela. Una mujer palestina informó que había perdido a sus seis hijos en el ataque y afirmó que «de repente hubo una gran explosión... mujeres y niños volaron en pedazos. Corrimos a ver a nuestros hijos pero los encontramos hechos pedazos». Un hombre informó que «aquí no hay combatientes de la resistencia, ninguno de ellos entra en la escuela. Mire a su alrededor, todo es ayuda alimentaria» y que «los que estaban distribuyendo la ayuda son los que murieron, civiles. Todos somos civiles aquí que estamos muriendo».

## Reacciones
El secretario general de las Naciones Unidas, António Guterres, calificó de «totalmente inaceptables» las acciones de Israel en Gaza. En una publicación en las redes sociales, la directora del Programa Mundial de Alimentos, Cindy McCain, afirmó que su organización estaba «devastada» por la pérdida de sus seis colegas de la ONU y que esos ataques eran «absolutamente inaceptables» y debían detenerse. El Comisionado General de la UNRWA, Philippe Lazzarini, denunció lo que llamó «matanzas interminables y sin sentido, día tras día», e informó que «el personal humanitario, las instalaciones y las operaciones han sido ignoradas de manera flagrante e incesante desde el comienzo de la guerra».
El alto responsable de la política exterior de la Unión Europea, Josep Borrell, dijo que estaba «indignado» por el asesinato del personal de la UNRWA y condenó el constante «desprecio por los principios básicos del derecho internacional humanitario» por parte de Israel.
Catar condenó el ataque, lo calificó como una «masacre horrible» y pidió una investigación independiente de la ONU.